# Hydranencéphalie
 (juin 2012).
Si vous disposez d'ouvrages ou d'articles de référence ou si vous connaissez des sites web de qualité traitant du thème abordé ici, merci de compléter l'article en donnant les références utiles à sa vérifiabilité et en les liant à la section « Notes et références ».
 Mise en garde médicale
L’hydranencéphalie est une pathologie résultant de l'absence de développement des hémisphères cérébraux qui sont remplacés par des poches contenant du liquide céphalo-rachidien. Le crâne et les méninges sont intactes ainsi que le cervelet et la faux du cerveau.
L'hydranencéphalie est la plus sévère des anomalies de développement du cerveau. L'hydranencéphalie  se différencie d'une hydrocéphalie majeure par l'absence totale de cortex.
Le mécanisme le plus probable de cette pathologie est l'arrêt bilatéral de la circulation des carotides internes.
L'hydranencéphalie est le plus souvent une constatation échographique isolée mais elle peut aussi être la conséquence d'infections fœtales ou se voir dans plusieurs syndromes.

## Incidence et prévalence
L'incidence estimée est entre 1 sur 4 000 naissances et 1 sur 10 000 naissances.

## Aspects échographiques
L'hydranencéphalie peut être diagnostiquée dès douze semaines (lors de la première échographie). Le cerveau ne présente pas son aspect habituel notamment on ne discerne pas l'hyperéchogénicité des  plexus choroïdes qui occupent à cet âge la plus grande partie du cerveau.
Une large poche bilatérale liquidienne remplace l'aspect habituel. Le cervelet est présent et la ligne médiane est vue.
La macrocéphalie est habituelle.

## Diagnostic différentiel
Les principaux diagnostics à éliminer sont :
- hydrocéphalie majeure ;
- holoprosencéphalie ;
- porencéphalie.

## Étiologie
Cette liste est non limitative
| Anomalies chromosomiques | Cancer                     | Infections      | Maladie hémorragique    | Syndromiques                           |
| ------------------------ | -------------------------- | --------------- | ----------------------- | -------------------------------------- |
| Trisomie 13              | Tumeur rhabdoïde cérébrale | Rubéole         | Déficit en facteur XIII | Agnathie                               |
|                          |                            | Toxoplasmose    |                         | Hypoplasie des pouces                  |
|                          |                            | Herpès          |                         | Dysplasie rénale                       |
|                          |                            | Cytomégalovirus |                         | Malformations cardiaques valvulaires   |
|                          |                            |                 |                         | Syndrome létal des pterygium multiples |

## Gestion de la grossesse
La recherche d'infections fœtales est habituelle et une étude du caryotype est faite de façon systématique pour éliminer une trisomie.
L'interruption médicale de grossesse est souvent demandée par les parents et est effectuée.

## Conseil génétique
Celui-ci dépend de la cause si elle est retrouvée. En l'absence d'étiologie, le risque de récurrence est très faible. Une échographie très précoce est proposée lors de la prochaine grossesse. 

## Sources
- (en) Fetology  (ISBN 0-8385-2570-9)